# 神秘岛 (小说)
《神秘岛》（法語：L'Île mystérieuse）是法国作家儒勒·凡尔纳的一部科幻小说，1874年出版。最初的版本由皮埃尔-儒勒·赫泽尔（Pierre-Jules Hetzel）出版，儒勒·费哈特（Jules Férat）插图。小说是跨界续集，为《格兰特船长的儿女》、《海底两万里》和《神秘岛》三部曲中的最后一部，但主题与前者大相径庭。最初的草稿为《海难家庭：与鲁滨逊叔叔受困》（Shipwrecked Family: Marooned With Uncle Robinson），深受《鲁滨逊漂流记》和《海角一乐园》的影响，被出版商拒绝，随后重写。凡尔纳也日后小说中构架类似的主题，如《鲁滨逊学校》（L'École des Robinsons，1882年）。

## 故事簡介

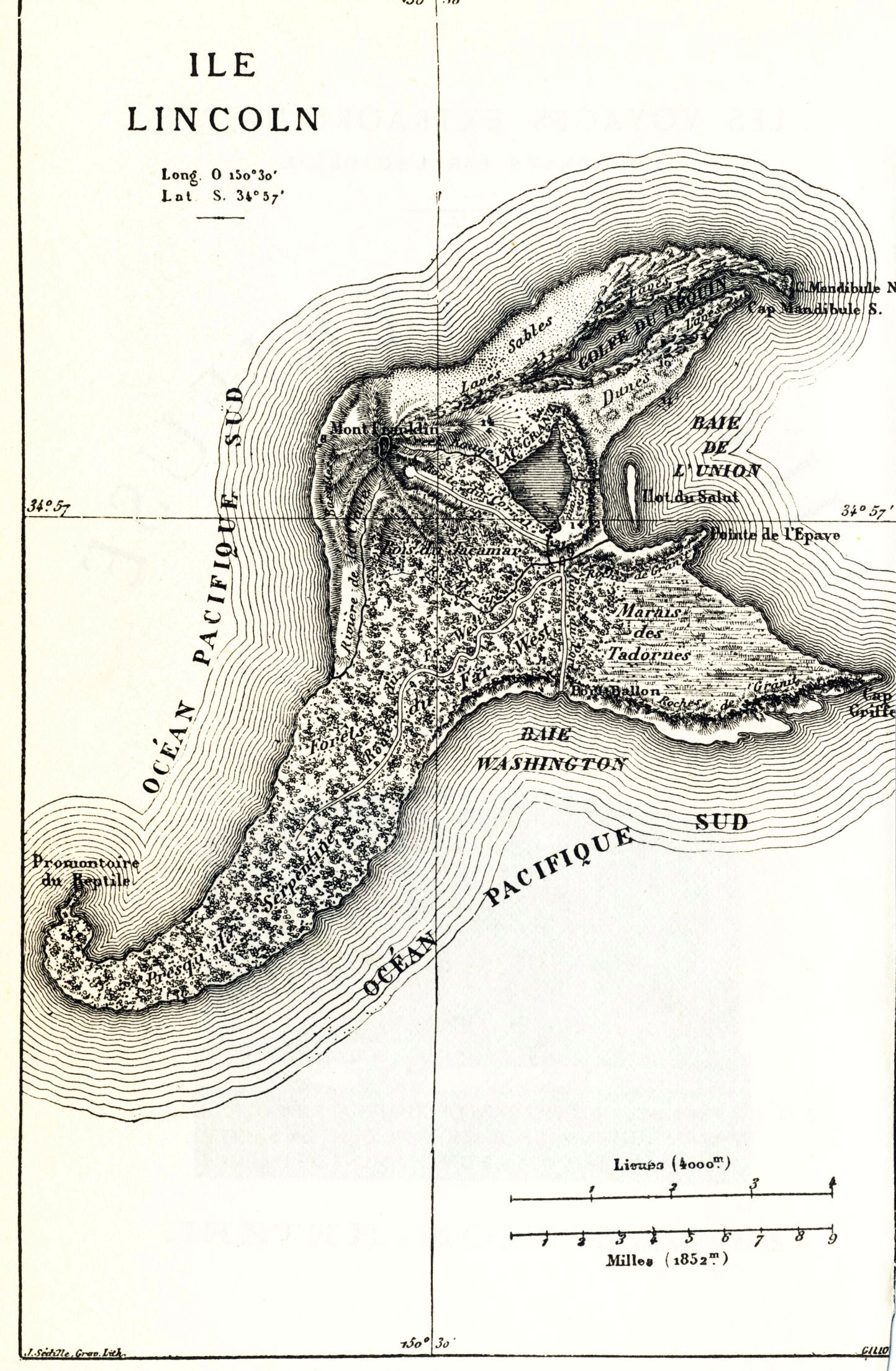
"林肯島 地圖"

故事主要描绘了5名美国人在南太平洋荒岛上的冒险。时间设在南北战争里士满围城战，主角通过偷走气球逃亡。
逃亡者有赛勒斯·史密斯（Cyrus Smith），是联邦方面的铁路工程师；他的前奴隶，忠心耿耿的纳布（Nebuchadnezzar）；水手潘克洛夫（Bonadventure Pencroff）；他的徒弟、养子赫伯特·布朗（Harbert Brown）；记者吉丁·史佩莱（Gedéon Spilett）。最后，还有一条狗托普（Top）。
在暴风中飞了数天后，他们降落在一个布满悬崖峭壁的火山无人岛，大概位置34°57′S 150°30′W / 34.950°S 150.500°W，约新西兰2,500（1,600英里）以东。为了纪念亚伯拉罕·林肯总统，他们将其命名为“林肯岛”。由于工程师史密斯智慧杰出，5人能够自给自足，生火、做陶器、做砖块、炼硝化甘油、炼铁、做了简单的电报机，又在峭壁旁盖了屋子花岗石宫（Granite House），做了条小船，叫“乘风破浪号”（Bonadventure，以发起人潘克洛夫名字命名）。他们也分析出自己所在的位置。
在岛上时，一行人克服恶劣天气，驯养了猩猩朱普（Jupiter）。岛上出现了神秘的天外救星，帮助史密斯从气球上逃生，协助托普逃离儒艮，发现工具箱（枪支弹药和工具等）以及其它无法解释的事件。
一行人发现了一个漂流瓶在附近的達抱島遇见了被遗弃的汤姆·艾尔通（Tom Ayrton，即《格蘭特船長的兒女》中被流放的罪犯）。在回来的路上，他们因暴风雨迷路，但得到神秘的篝火引领平安返回。
艾尔通之前的共犯到访林肯岛，准备将其当做自己的老巢。双方交火，海盗船神秘爆炸。其中6人幸存，俘虏艾尔通。一行人去看时，赫伯特中枪，差点送命。大家起先认为艾尔通已死，但后来发现反对证据，说明他下落不明。当他们赶回花岗石宫时，发现赫伯特感染疟疾，但桌子上神秘出现奎宁，救了他一命。赫伯特痊愈后，一行人趕去救艾尔通，但发现艾尔通在羊圈，海盗已死，没有明显伤痕。

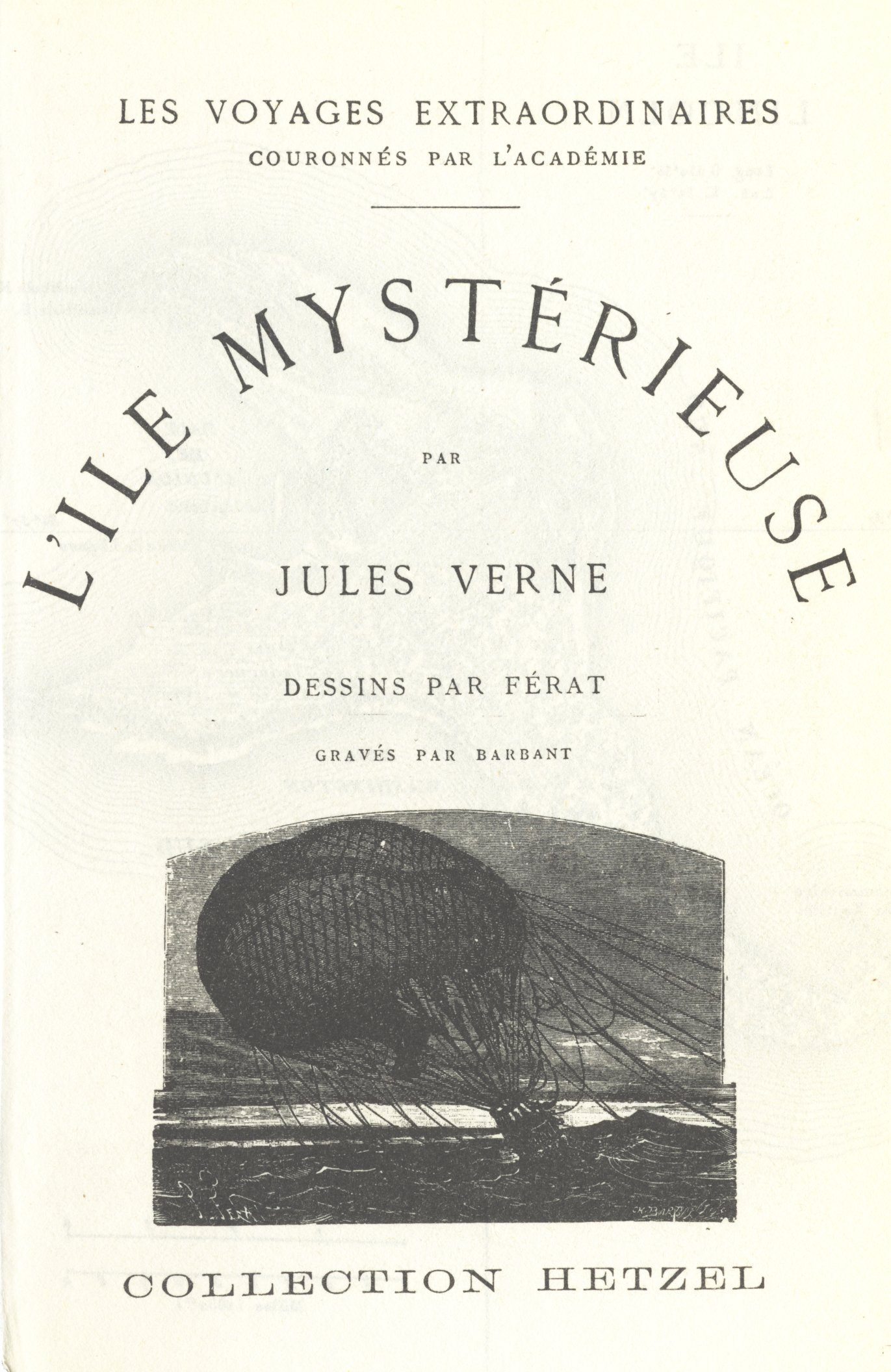

神秘的小岛原来是尼莫船长（Captain Nemo）停靠鹦鹉螺号潜艇的港湾。鹦鹉螺号逃出了《海底两万里》的大漩涡，停靠在林肯岛。尼莫船长就是大伙神秘的救兵，提供了工具箱，为艾尔通發漂流瓶，埋炸弹炸掉了海盗船，用“电子枪”打死了海盗。在弥留之际，尼莫船长透露出他的真实身份是印度达卡王子，本德尔坎德独立地区拉者的儿子，英雄蒂普苏丹的侄儿。在印度民族起义失败后，达卡王子与20人逃到了荒岛上，建起了鹦鹉螺号，改称尼莫船长。尼莫将他一生告诉史密斯和他的朋友。去世前，将一盒钻石和珍珠相赠。去世时，他疾呼“上帝和我的祖国！”（原版为“独立！”）鹦鹉螺号沉没，成为尼莫的棺材。
随后，小岛中央的火山口喷发。朱普掉进裂痕。受到尼莫警告，大家站在最后的平地上得以平安。邓肯号前来找艾尔通，但得到尼莫消息跑到这里。回到美国后，他们用尼莫的礼物在爱荷华州建立新殖民地，欢度余生。

## 注释

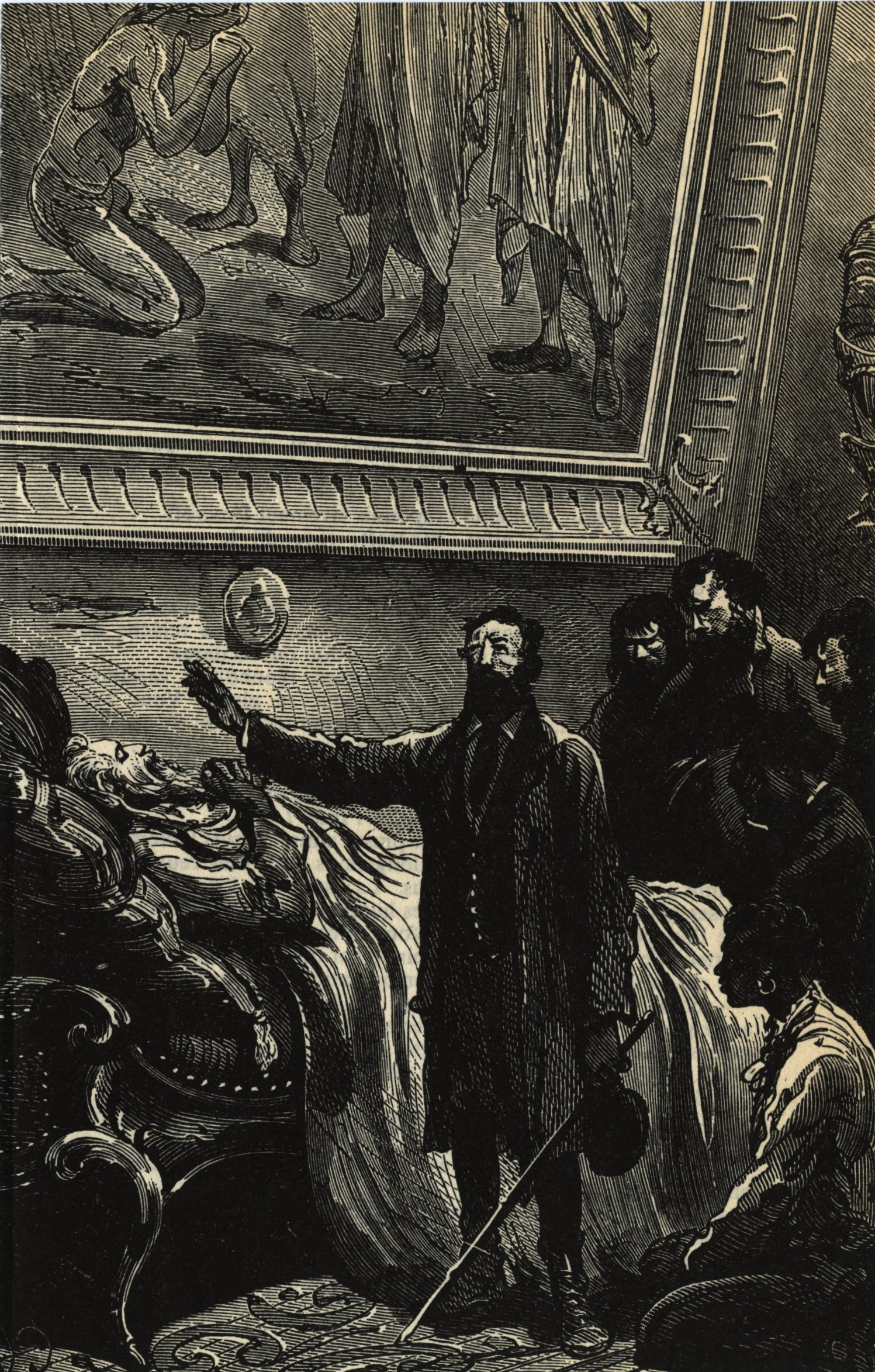
史密斯祝福弥留的尼莫

## 脚注
1. ↑  .   [2017-03-22]. （原始内容存档于2010-12-06）.
2. ↑  Science Fiction Studies, "Books in Review （页面存档备份，存于）, July 2002
3. ↑  Nash, Andrew (2001-11-27). École des Robinsons (L') - 1882 （页面存档备份，存于）. Retrieved on 2009-08-13.